# Казарма 37 км
Каза́рма 37 км (рос. Казарма 37 км) — селище у складі Амурського району Хабаровського краю, Росія. Входить до складу Литовського сільського поселення.
Стара назва — Кар'єрний.

## Населення
Населення — 2 особи (2010; 25 у 2002).
Національний склад (станом на 2002 рік):
- росіяни — 100 %